# Rolf Syrdahl
Rolf Wilhelm Syrdahl, född 20 juli 1912 i Mandal i Norge, död där 12 oktober 1970, var en norsk målare.
Syrdahl studerade för Jean Heiberg och Georg Jacobsen vid den norska konstakademien i Oslo under senare hälften av 1930-talet men tillbringade även en tid i Stockholm där han studerade för Otte Sköld vid Kungliga konsthögskolan samt för Elof Risebye vid Freskoinstituttet i Köpenhamn.
Han företog ett flertal studieresor runt om i Europa där han studerade olika freskomålningar. Han var assistent till Hugo Lous Mohr vid utsmyckningen av Vår Frelsers kirke i Oslo 1938–1945. Han medverkade i en rad höstutställningar i Norge och han var representerad i utställningen Ung norsk konst som visades på Göteborgs konsthall 1947.
Bland hans egna offentliga arbeten märks dekorationer på Luster Sanatorium, Bergens Posthus och Namdal Fylkessykehus i Norge. Hans konst består av figurer och landskapsmotiv som anknyter till Jacobsens stil. 